# Conraua goliath
La rana goliat (Conraua goliath, antes Rana goliath) es una especie de anfibio anuro de la familia Conrauidae.
Se encuentra en el sudoeste de Camerún y en Guinea Ecuatorial continental. Llega a medir  33 cm del hocico a la cloaca y con las patas estiradas hasta 80 cm, puede saltar 3 m de un solo salto, y pesa alrededor de 3 kg, lo que le convierte en el anuro más grande del mundo y tiene la particularidad de ser la reproductora de 10 000 huevos en toda su vida.
Está amenazada de extinción por la pérdida de su hábitat natural y por el consumo humano de su carne.

## Reproducción
En 2019, se descubrió que esta rana cava estanques artificiales para poner huevos. Se supone que es la rana macho la que cava el estanque. Debido a que los renacuajos en cada estanque eran de distintos tamaños, se ha inferido que las ranas realizan diferentes puestas de huevos en el mismo estanque. Las ranas mueven arena, trozos de plantas y piedras, casi tan grandes como ellas, para elevar los bordes de la charca. Se observó que algunas ranas adultas permanecían cerca de las piscinas por la noche para ahuyentar depredadores. Los científicos creen que esta podría ser la razón por la que la rana goliat es tan grande: las ranas más grandes pueden mover rocas más grandes, construir estanques mayores y ahuyentar a los depredadores más grandes.